# 普列文 (阿拉巴馬州)
普列文（英語：Plevna）是一個位於美國阿拉巴馬州麥迪遜縣的非建制地區。該地的面積和人口皆未知。

## 地理
普列文的座標為34°57′42″N 86°25′00″W / 34.96167°N 86.41667°W，而該地的平均海拔高度為259米（即850英尺）。